# Nick Spaling
Nicholas „Nick“ Spaling (* 19. September 1988 in Palmerston, Ontario) ist ein ehemaliger kanadischer Eishockeyspieler, der im Verlauf seiner aktiven Karriere zwischen 2005 und 2018 unter anderem 494 Spiele für die Nashville Predators, Pittsburgh Penguins, Toronto Maple Leafs und San Jose Sharks in der National Hockey League auf der Position des Centers bestritten hat. Seinen größten Karriereerfolg feierte Spaling im Trikot des Team Canada mit dem Gewinn des prestigeträchtigen Spengler Cups im Jahr 2016.

## Karriere
Nick Spaling begann seine Karriere als Eishockeyspieler bei den Kitchener Rangers, für die er von 2005 bis 2008 in der kanadischen Juniorenliga Ontario Hockey League aktiv war. In der Saison 2007/08 gewann der Center mit seiner Mannschaft den J. Ross Robertson Cup, den Meistertitel der OHL. Zudem erhielt er in dieser Spielzeit die William Hanley Trophy als Most Sportsmanlike Player der Liga. Während seiner Juniorenzeit wurde er im NHL Entry Draft 2007 in der zweiten Runde als insgesamt 58. Spieler von den Nashville Predators ausgewählt, für deren Farmteam Milwaukee Admirals aus der American Hockey League er von 2008 bis 2010 überwiegend spielte. In der Saison 2009/10 gab der Kanadier zudem sein Debüt in der National Hockey League für die Nashville Predators, wobei er in insgesamt 34 Spielen drei Tore vorbereitete.

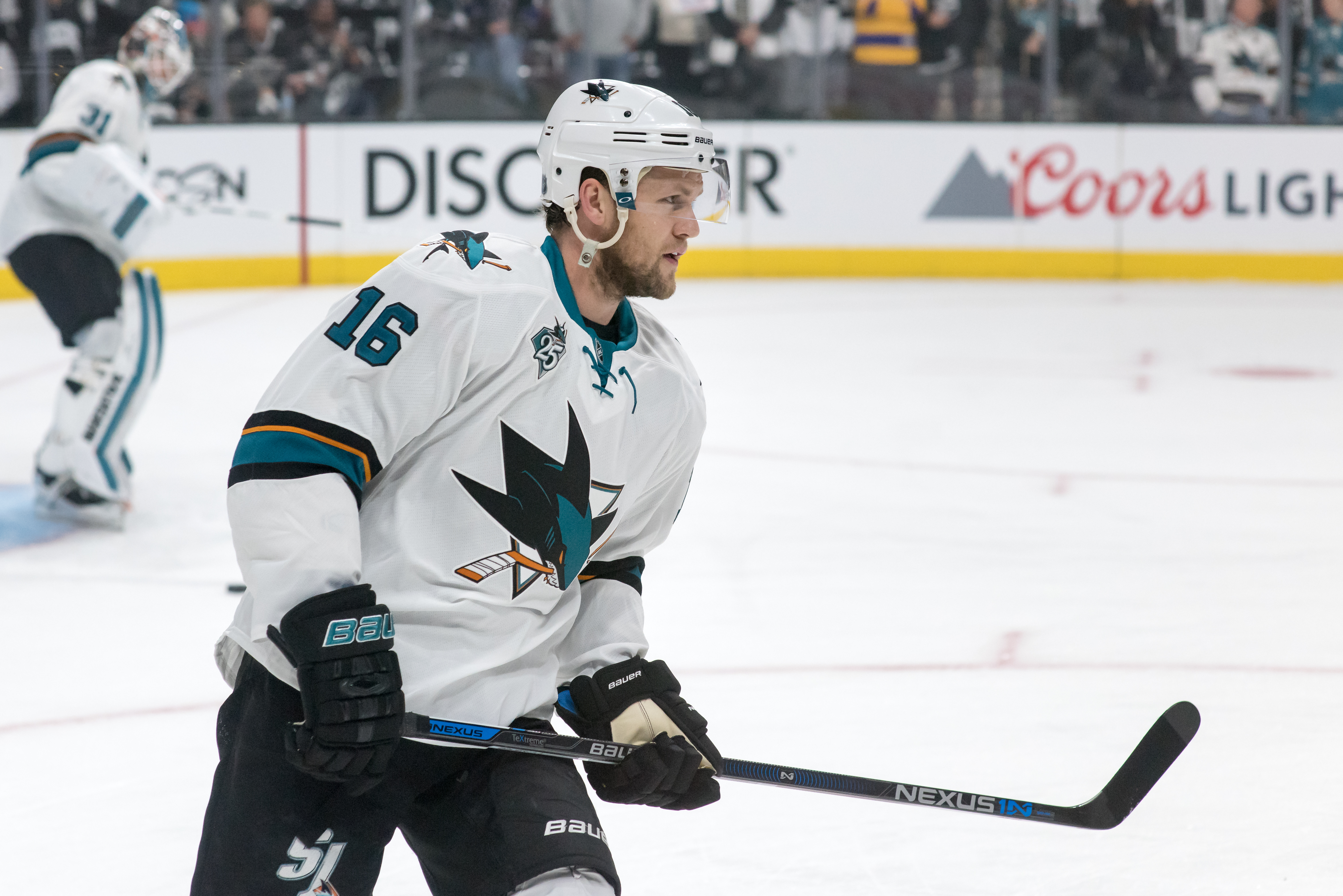
Spaling im Trikot der San Jose Sharks

In der Saison 2010/11 konnte sich Spaling einen Stammplatz bei den Nashville Predators erarbeiten und stand in insgesamt 86 Spielen auf dem Eis. Dabei erzielte er je zehn Tore und zehn Vorlagen. Zudem lief er in weiteren vier Spielen für Nashvilles AHL-Farmteam Milwaukee Admirals auf und erzielte dabei je ein Tor und eine Vorlage.
Am 27. Juni 2014 gaben die Nashville Predators bekannt, dass Spaling zusammen mit Patric Hörnqvist im Austausch für James Neal an die Pittsburgh Penguins transferiert wird. Nach einem Jahr bei den Penguins wurde er gemeinsam mit Kasperi Kapanen, Scott Harrington sowie einem Erst- und einem Drittrunden-Wahlrecht für den NHL Entry Draft 2016 an die Toronto Maple Leafs abgegeben. Im Gegenzug wechselten Phil Kessel, Tim Erixon, Tyler Biggs sowie ein Zweitrunden-Wahlrecht für den gleichen Draft nach Pittsburgh.
Im Februar 2016 wurde Spaling samt Roman Polák an die San Jose Sharks abgegeben, die im Gegenzug je ein Zweitrunden-Wahlrecht für die Entry Drafts 2017 und 2018 sowie Raffi Torres nach Toronto schickten.
Nach der Saison 2015/16 wurde sein Vertrag in San Jose nicht verlängert, sodass sich Spaling im August 2016 dem Genève-Servette HC aus der Schweizer National League A anschloss. Dort unterzeichnete er einen Einjahresvertrag mit einem weiteren Jahr als Option. Nachdem er diesen am Ende der Spielzeit 2017/18 erfüllt hatte, beendete der Kanadier im Alter von 29 Jahren seine aktive Karriere. Während seiner Zeit in der Schweiz hatte er im Jahr 2016 mit dem Team Canada den prestigeträchtigen Spengler Cup gewonnen.

## Erfolge und Auszeichnungen
- 2007 Teilnahme am CHL Top Prospects Game
- 2008 J.-Ross-Robertson-Cup-Gewinn mit den Kitchener Rangers
- 2008 William Hanley Trophy
- 2016 Spengler-Cup-Gewinn mit dem Team Canada

## Karrierestatistik
(Legende zur Spielerstatistik: Sp oder GP = absolvierte Spiele; T oder G = erzielte Tore; V oder A = erzielte Assists; Pkt oder Pts = erzielte Scorerpunkte; SM oder PIM = erhaltene Strafminuten; +/− = Plus/Minus-Bilanz; PP = erzielte Überzahltore; SH = erzielte Unterzahltore; GW = erzielte Siegtore; 1 Play-downs/Relegation; Kursiv: Statistik nicht vollständig)